# Бобрик (Первомайський район)
Бо́брик — село в Україні, у Врадіївській селищній громаді Первомайського району Миколаївської області. Населення становить 171 особу.

## Населення
Згідно з переписом УРСР 1989 року чисельність наявного населення села становила 192 особи, з яких 79 чоловіків та 113 жінок.
За переписом населення України 2001 року в селі мешкало 158 осіб.

### Мова
Розподіл населення за рідною мовою за даними перепису 2001 року:
| Мова       | Відсоток |
| ---------- | -------- |
| українська | 79,53 %  |
| молдовська | 18,71 %  |
| російська  | 1,75 %   |